# Mormântul lui A. I. Ghidinski căzut în 1944 (Pistruieni)
Mormântul lui A. I. Ghidinski căzut în 1944 este un mormânt amplasat în Pistruieni, raionul Telenești, Republica Moldova. Este un monument istoric de importanță națională inclus în Registrul monumentelor Republicii Moldova ocrotite de stat cu nr. 1542 (raionul Telenești).